# 馮遵
馮遵（1425年—1483年），字宗轍，别號蹊山，廣東廣州府南海縣人，明朝政治人物。進士出身。

## 生平
生于洪熙乙巳年（1425年）二月十三日申时。景泰元年（1450年）庚午科廣東鄉試第六名，是科与弟馮遜同榜。天順四年（1460年）庚辰科會試第一百四十三名，殿試登進士第三甲第九十一名。六年任吏部驗封司主事，成化三年（1467年）升署員外郎，進階承德郎，九年升郎中，十二年奉使册封伊府，十四年擢升為福建右參政，巡视海道兼督粮饷。成化十九年癸卯（1483年）七月二十六日，卒于任所，寿五十九岁。
馮遵很有慧眼，所選女婿梁儲後來成為大學士，另一女婿李祥亦官至參政。子馮濟授湖廣永州府同知，以廉能見稱。

## 家族
曾祖父馮泰初。祖父馮觀復。父亲馮緣護。母盧氏。永感下。兄馮璉、弟馮逵、馮遜（庚午貢士）、馮遠（癸酉貢士）、馮遇（丙子貢士）。娶陳氏。